# Comité pour une autre politique
 (mai 2008).
Si vous disposez d'ouvrages ou d'articles de référence ou si vous connaissez des sites web de qualité traitant du thème abordé ici, merci de compléter l'article en donnant les références utiles à sa vérifiabilité et en les liant à la section « Notes et références ».
Pour les articles homonymes, voir CAP.
Le Comité pour une autre politique (CAP), en néerlandais Comité voor een Andere Politiek, était un mouvement politique belge unitaire orienté à « gauche », fondé fin 2005 (bien qu'officiellement lancé le 28 octobre 2006) et autodissous en décembre 2011.

## Création
Les initiateurs en sont Jef Sleeckx, ancien député SP.a, Lode Van Outrive, ancien eurodéputé SP.a, et Georges Debunne, ancien président de la FGTB et de la Confédération européenne des syndicats, trois anciens du mouvement socialiste belge.
Une journée nationale a été coorganisée par le CAP et Une Autre Gauche (UAG) le 28 octobre 2006 devant un auditoire de l'Université libre de Bruxelles. Divers groupes politiques de gauche tels que le MAS/LSP, le Parti communiste (Wallonie-Bruxelles), le Kommunistische partij (Vlaanderen/Flandres) et la Ligue communiste révolutionnaire, ex-parti ouvrier socialiste (Belgique) y étaient présents, ainsi que de nombreux « indépendants », afin de soutenir l'idée d'une formation de gauche large.

## Appel «Een Andere Politiek»
L'histoire de la collaboration des trois initiateurs a débuté en 2005, après que le gouvernement belge eut annoncé que le projet de Constitution européenne ne serait pas soumis à un référendum, comme dans la plupart des pays d'Europe. Jef Sleeckx et Georges Debunne se rendirent au Parlement flamand le 8 novembre 2005 avec une pétition signée par 15 000 citoyens belges, afin de demander qu'un référendum soit organisé en Flandre. Cette action ne porta pas de fruit, apparemment parce que la décision du référendum était d'ordre national, et non pas régional.
Fin 2005, ils se retrouvèrent à nouveau dans le cadre de la lutte contre le Pacte des Générations - un plan de réformes des pensions qui avait été massivement critiqué par la population : les manifestations et grèves organisées en opposition à ce plan étaient les plus grandes qu'ait connues la Belgique depuis la lutte contre le Plan Global du gouvernement Dehaene, en 1992. Les sondages du moment montraient que près de 75 % des Belges étaient opposés à ce plan[réf. nécessaire], tandis que seuls 3 % des parlementaires votèrent contre ce plan. C'est également dans le cadre de ces événements politiques, que des désaccords frappants furent marqués entre la FGTB et le SP.a - partenaire politique traditionnel de la FGTB en Flandre.
La conclusion tirée par les initiateurs du CAP, était que ces chiffres révélaient un gouffre énorme entre l'avis de la population, et les décisions prises par les personnes censées représentées cette même population.
Tirant l'analyse que ces désaccords provenaient d'un virage à droite du SP.a, qui se coupait ainsi de sa base militante traditionnelle, Jef Sleeckx et ses comparses décidèrent qu'il était temps de créer un nouveau mouvement politique à gauche du SP.a. Ils argumentaient aussi que la montée du parti d'extrême droite Vlaams Belang était due à la recherche d'une alternative « populaire » de la part de l'électorat[réf. souhaitée], et que seule la création d'un parti de gauche qui exprimerait réellement l'avis populaire pourrait enrayer la montée du Vlaams Belang (et non pas des mesures légales telles que l'établissement de cordons sanitaires et autres procès pour incitation au racisme), et ainsi résoudre la crise de la démocratie.
En cela, ils étaient également inspirés dans cette démarche par les positions et résultats obtenus par le Linkspartei allemand et le SP néerlandais.
Cet avis fut exprimé dans un journal flamand[réf. souhaitée], et attira l'attention de nombreuses personnes - notamment un groupe de délégués syndicaux anversois - qui partageaient l'avis des trois initiateurs. Voyant ce soutien, Jef Sleeckx prit la décision de concrétiser cette opinion, sous la forme du Comité voor Een Andere Politiek, qui s'abrégea tout d'abord sous la forme EAP - Een Andere Politiek, puis sous la forme CAP actuelle. Jeff entreprit donc un tour de Flandre, puis de Belgique, en donnant des conférences prônant la mise en place de cellules CAP locales, qui auraient pour tâche de regrouper les partisans du projet de nouveau parti de gauche, et de commencer à préparer le congrès fondateur du 28 octobre 2006.
Parallèlement, du côté francophone, un appel fut publié le 22 février 2006 dans la Libre Belgique sous forme de « carte blanche » et titré « Une autre gauche est nécessaire ». Cet appel était signé par une trentaine de personnalités de gauche, syndicales, académiques, associatives... et tirait le bilan de la déglingue du système de protection sociale belge et de la société en général, mais aussi du fait que la social-démocratie et les verts ne formaient en rien une opposition conséquente à cette situation. Cet appel reçu de nombreuses réactions favorables[réf. souhaitée] et déboucha donc sur une série de réunions fédérales au plan francophone (avec une participation systématique de plusieurs néerlandophones) qui conduisirent à la création d'Une Autre Gauche (UAG). Rapidement des échanges et des réunions de contact eurent lieu avec CAP, une bonne relation s'instaurant particulièrement avec Jef Sleeckx et Lode Van Outrive. Petit à petit il fut convenu que la journée du 28 octobre serait coorganisée par les deux mouvements. Parallèlement à cela, au sein d'UAG, les relations se dégradèrent de plus en plus en le MAS/LSP et l'ensemble des autres participants, le premier n'ayant de cesse de vouloir imposer son point de vue en toutes choses[réf. nécessaire]... La majorité d'UAG formula alors une règle et 3 recommandations visant à préserver le caractère démocratique et pluraliste d'UAG, la règle étant qu'« une AG locale/régionale ou un groupe de travail ne peut prendre une décision engageant l’ensemble d’UAG ».

## 28 octobre 2006
La date du samedi 28 octobre 2006 fut choisie pour commémorer la grande manifestation contre le pacte des Générations, qui avait eu lieu juste un an auparavant, le vendredi 28 octobre 2005. Ce congrès a donc confirmé le souhait des six cents personnes présentes de construire une nouvelle formation politique qui réunirait l'ensemble des gens qui ne se retrouvaient plus ni dans la social-démocratie (PS, SP.a), ni dans l'écologisme politique (Ecolo, Groen!).
Toute la gauche radicale était également présente, avec le MAS, le POS, le PC en tant que participants, et le Vonk, le CCI, et la LCT, qui étaient venus « pour voir ». Seuls manquaient le Bloc marxiste-léniniste et le PTB, qui, pour ce dernier, préféra ne pas s'associer à cette initiative.
La journée du 28 octobre fut conclue par le vote à la quasi-unanimité d'une motion en trois points :
"1. Il est avant tout et surtout nécessaire de poursuivre la construction du mouvement sous la forme d’un programme politique combatif et avec des propositions concrètes, radicalement opposé à la politique actuelle néolibérale et pro capitaliste. Nous nous y attelons dès aujourd’hui avec les propositions qui sortent des 12 groupes de travail.
2. Nous devons aller plus loin et participer aux prochaines élections fédérales, sans par ailleurs rompre avec la dynamique propre au mouvement. Là où les conditions nécessaires seront réunies pour une participation crédible, des listes seront déposées pour les élections fédérales. Nous nous engageons sur base des propositions de cette réunion et de toutes nos expériences, à soumettre un programme électoral à l’approbation de notre mouvement.
3. Tous les habitants de Belgique intéressés, peu importe la langue qu’ils parlent, sont invités à collaborer de manière aussi intensive que possible. UAG et CAP doivent poursuivre leur collaboration et l’intensifier, tendre à former une solide coordination, et s’élargir selon les besoins. Une période d’expériences communes sera nécessaire avant de décider si notre organisation politique doit devenir un parti ou rester un mouvement. Cette question sera posée lors d’un futur congrès. "
Cette journée fut cependant marquée par une grande confusion dans les discussions, due à la présence de multiples courants divergents qui tous avaient leur propre avis sur la manière d'avancer et de s'organiser, et sur les points politiques à mettre au premier plan.
Ce sont toutes ces divergences d'organisation, de méthodes de discussion, de priorités politiques et de perspectives (et notamment le refus d'UAG de fusionner en un seul parti national, et sa frilosité face à la participation électorale[réf. nécessaire]) qui menèrent au relâchement des liens, à l'établissement des comités CAP en Wallonie, et à la dispute actuelle.

## Participation aux élections de 2007
Lors du deuxième congrès national CAP du 3 février 2007, une large majorité des participants décida de se présenter aux élections fédérales du 10 juin 2007.
Une proposition de Groen!, qui désirait intégrer des candidats CAP sur ses listes électorales, fut massivement rejetée. La raison principale de ce rejet était que le CAP refuse de collaborer avec des partis qui participent ou désirent participer à un gouvernement avec des partis qui appliqueront une politique jugée néolibérale par les membres du CAP[réf. souhaitée] ; une autre raison était que les membres du CAP craignaient d'être utilisés par Groen!.
Il fut également discuté de la position du PTB vis-à-vis du CAP. Le PTB a en effet refusé de se joindre au CAP pour les élections. Trois explications ont été données pour expliquer ce refus : l'absence de Jeff Sleeckx sur les listes (ce qui signifiait un manque à gagner électoral), la volonté de ne pas se lancer dans des alliances électorales précipitées depuis « l'affaire Abou Jajah », et le refus du CAP de faire figurer les lettres PTB dans le nom de la liste.
Ce dernier point étant justifié des deux côtés : le CAP, désirant créer un mouvement unitaire, ne pouvait placer le PTB au même niveau que lui, préférant absorber le PTB dans une future fédération ; le PTB, lui, désirait garder son intégrité plutôt que de miser sur le CAP.[réf. nécessaire]
La troisième assemblée nationale du 14 avril 2007 a confirmé le programme électoral avec ses amendements.
Outre les deux listes pour le Sénat (la liste francophone et la liste néerlandophone), le CAP présenta des listes pour la Chambre des représentants dans toutes les provinces flamandes, ainsi que dans les provinces wallonnes du Hainaut et de Liège, et à Bruxelles.

## Polémique autour du CAP et d'UAG en Belgique francophone
Une polémique s'est levée concernant les comités CAP en Wallonie et à Bruxelles. En effet, une autre tentative de rassemblement de la gauche, nommée Une Autre Gauche (UAG), s'était créée en Belgique francophone.
Il s'est cependant vite avéré que les objectifs et les méthodes d'UAG divergeaient trop de ceux du CAP pour poursuivre la collaboration. D'autre part, la direction d'UAG était farouchement opposée à une fusion des deux mouvements pour n'en former qu'un seul sur le plan national.
La polémique débuta lors des mobilisations pour la conférence du 28 octobre 2006. Lors de ces actions, dans le courant du mois de mai 2006, le MAS décida de quitter UAG. Le jour-même du 28 octobre, aucune polémique ne fut ouvertement engagée au sujet des rapports entre UAG et le CAP. Cependant, après la conférence du 28 octobre, des membres CAP résidant en Belgique francophone (pour la plus grande partie, membres du MAS) prirent l'initiative de lancer des comités CAP en Wallonie et à Bruxelles.
UAG demanda immédiatement à la direction du CAP de rappeler leurs militants à l'ordre, mais cette dernière hésita, et préféra ne pas prendre position, laissant les CAP francophones voler de leurs propres ailes. Il apparaît que la direction du CAP aurait préféré continuer à avancer en invitant à la fois les dirigeants d'UAG et ceux des CAP francophones aux réunions de direction. Mais la représentativité des délégués UAG était contestée par les CAPistes francophones. UAG boycotta alors l'assemblée du 3 février.
C'est pourtant lors de cette conférence que fut ouvertement posée la question de la collaboration UAG-CAP par les membres du SAP (l'équivalent du POS en Flandre), à laquelle la direction CAP ne fournit à nouveau aucune réponse, tandis que d'autres orateurs décidèrent de s'exprimer à ce sujet, tantôt pour, tantôt contre UAG.
Les CAP wallons et bruxellois connurent ensuite une forte croissance, surtout dans le Hainaut et à Liège, se construisant rapidement autour de la dynamique de la préparation aux élections.
Lors de la conférence du 14 avril, plus personne au sein du CAP ne parlait d'UAG. Lors de son appel au vote, UAG a appelé à voter « à gauche du PS et d'Ecolo », pour les partis « qui soutiennent une autre gauche », ce qui semblait ne pas inclure le CAP[réf. souhaitée].
La situation en 2008 pouvait être décrite comme telle :
UAG remportait toutes ses critiques du CAP et de la "scission" CAP-UAG par l'argument d'une volonté "d'hégémonie" et de "noyautage", réelle ou supposée, du CAP par le MAS.
Même s'il a été dit par plusieurs groupements (POS, PTB, PC, etc.) que le CAP en Wallonie n'était rien d'autre qu'un "MAS+", il s'est avéré qu'après plus de six mois de "vie séparée", la majorité des membres et des dirigeants du CAP wallon n'étaient pas membres du MAS (voir, notamment, la composition des listes). Même si un certain nombre de membres CAP avaient également rejoint le MAS après leur adhésion au CAP.
Plusieurs membres importants d'UAG avaient rejoint le CAP, et en étaient toujours membres convaincus.
La majorité des membres du CAP, au niveau national, étaient favorables aux CAP francophones, même si la crainte de les voir dégénérer en "comités MAS+" était forte au début. En 2008, plus personne au sein du CAP ne remettait en question la légitimité des comités francophones. La plupart des dirigeants du CAP (Raf Verbeke, Jeff Sleeckx, Georges Debunne...) soutenaient les CAP francophones.
UAG était désormais considérée par la majorité des membres CAP comme un simple groupuscule d'activistes de gauche, toujours invité à participer au CAP en tant qu'organisation fédérée, mais certainement plus en tant qu'équivalent CAP francophone, puisque les CAP francophones étaient insérés dans les mêmes structures que les autres comités flamands (sans compter le plus grand nombre de membres, etc.).
Cependant, d'autres membres influents au sein du CAP, bien qu'en minorité, étaient opposés à ces comités, et ont parlé en leur nom en laissant croire qu'ils le faisaient au nom de la majorité du mouvement ; de ce fait, ils ont donné un poids aux arguments "anti-CAP francophones". Ce fut le cas notamment de Lode Van Outrive - qui, de ce fait, et pour d'autres raisons, s'est beaucoup isolé par rapport au mouvement. Après discussion avec Jeff, Lode a finalement appelé à voter CAP, mais n'a quasi pas participé à la campagne. En 2008, Lode participait régulièrement aux activités d'UAG, et critiquait très fortement le CAP dans les journaux du PTB et de la LCR.
Au cours de cette polémique, le PC était partagé entre son souhait de se présenter sous sa propre étiquette sur l'ensemble du territoire francophone et les éventuelles possibilités de constitution dans le Hainaut d'une véritable liste unitaire. En Wallonie, le PC a déposé ses propres listes pour le Sénat et dans toutes les provinces ; le PC continuait cependant à collaborer avec UAG ; les sections flamandes faisaient par contre toujours partie du CAP (le KP était en fait indépendant du PC depuis plusieurs années, à l'image de la plupart des partis belges scindés sur une base linguistique).
La LCR (ex-POS) avait clarifié sa participation dans le CAP : Flandres - À propos de la gauche radicale et des élections. Ses membres wallons participaient toujours à UAG. En Flandre, ses membres avaient décidé de se retirer du CAP vers avril, suivant leur analyse qu'une défaite électorale courue d'avance, risquait de compromettre le devenir de CAP. Leur journal a écrit de nombreux articles très critiques du CAP.

## Participation aux élections fédérales de 2007
Des élections, le CAP espérait retirer une certaine notoriété au sein de la gauche radicale belge. Les membres CAP attendaient énormément des discussions qui pourraient se dérouler au sein de la gauche du PS, d'Ecolo et du PTB.
Un bon point avait été marqué par le fait que le CAP avait été le seul parti à avoir décidé de et réussi à faire valider sa présentation aux élections pour le Sénat par 10 000 électeurs (5 000 néerlandophones, 5 000 francophones) - parmi les autres partis, certains ont pu obtenir les 500 signatures provinciales requises pour se présenter aux élections pour la Chambre, mais tous ont dû, au moins pour le Sénat, aller faire valider leur présentation par des parlementaires d'autres partis, plutôt que par les électeurs eux-mêmes. Le CAP tire évidemment une grande fierté de cette action.
Le CAP avait également reçu l'appui de personnalités de la gauche belge telles que Roberto D'Orazio. En Flandre également, c'est l'ancien bourgmestre limbourgeois SP.a Jules D'Oultremont qui avait rejoint le CAP pour la liste limbourgeoise.
Outre les élections, le CAP avait déjà organisé plusieurs manifestations contre les fermetures des bureaux de poste. Son bus avait également été présent à de nombreux piquets (Volkswagen, Arjo-Wiggins...) et manifestations (Gay Pride, manif anti-guerre d'Iraq...). Le CAP avait également reçu le soutien de nombreux délégués syndicaux et du mouvement étudiant du MAS, les Étudiants de gauche actifs (EGA).
Tout ceci semblait indiquer la possibilité pour le CAP de dépasser le seuil des 1 % de voix - score qui n'a, depuis les années 1960, été dépassé par aucune formation de gauche radicale en Belgique.

## Score du CAP aux élections législatives de juin 2007: un bilan mitigé
Le CAP a recueilli 20 018 voix (0,3 %) à la chambre et 21 215 voix (0,33 %) au Sénat.
Ce résultat est un peu plus élevé que les 19 841 voix du MAS/LSP aux élections européennes de 2004. Ce petit gain est à mettre à l'actif de la partie francophone du pays (8 277 voix / 0,33 % au lieu de 5 675 / 0,23 % pour le MAS en 2004) car du côté néerlandophone, le CAP enregistre un score plus faible que le dernier score du LSP (12 938 voix / 0,32 % au lieu de 14 166 / 0,35 % pour le LSP en 2004).
Ce score est toutefois largement inférieur aux résultats espérés initialement par les initiateurs du CAP. Avant les élections, ceux-ci déclaraient, en effet, viser les 100 000 voix pour l'ensemble du territoire belge. Face à ces objectifs déclarés, le score du CAP apparait comme un échec.
Les raisons avancées pour justifier ce score sont notamment la nouveauté de l'initiative, mais aussi le fait que l'électorat CAP n'est pas celui du MAS-LSP.
Le fait de se présenter sous un nom inconnu semble avoir énormément joué. Les raisons allant dans le sens de cette argumentation sont, d'une part, le score inférieur à celui du MAS-LSP, même dans des régions où le MAS-LSP possède un certain électorat "traditionnel" (comme à Roeselare); d'autre part, le score relativement élevé du Parti Communiste, un parti très peu actif, qui semble simplement avoir joui d'un effet de "reconnaissance du sigle".
D'autres, en particulier chez le MAS-LSP, trouvent que le parti n'a pas pu décoller à temps à cause du temps perdu à discuter avec des groupes comme UAG qui n'avaient pas la même vision et ne poursuivaient pas les mêmes objectifs que le CAP.
L'affiche électorale est également pointée du doigt: le contenu simpliste et trop vague, non-aligné ("Une autre politique est possible") aurait été une des causes du manque d'intérêt pour le CAP.
D'une manière plus interne également, le fait que Jeff Sleeckx ne se soit pas présenté sur les listes explique sans doute le désintérêt total des médias pour le CAP. Sans compter évidemment l'effet destructeur de Lode Van Outrive.
Enfin, il est clair aussi que la situation politique actuelle en Belgique n'est plus celle de la lutte contre le Pacte des Générations. En l'absence de lutte sociale sérieuse, le discours communautariste a pu reprendre le dessus dans les débats politiques.

## Perspectives pour le mouvement
Dès le lendemain des élections, le CAP était présent aux piquets de grève des GB dans tout le pays.
La plupart des militants étaient toujours présents. Un travail était aussi mené par des manifestations contre la fermeture de bureaux de poste un peu partout dans le pays.
On constatait cependant un certain relâchement au niveau de l'activité, dû à la fois à la fin de l'état d'excitation de la campagne électorale, aux vacances, aux « règlements de compte » au sein du parti sur la question des faibles scores électoraux, et à l'absence de tout événement politique en Belgique - le pays tout entier se trouvant en l'attente d'un nouveau gouvernement.
Lors de l'assemblée nationale du 20 octobre, très peu de gens étaient présents : alors que l'objectif était de 400 personnes, seule une centaine de gens avaient fait le déplacement. L'atmosphère était extrêmement tendue, notamment entre les sympathisants du MAS/LSP et le groupe constitué autour de Raf Verbeke et Frans Leens.
La journée s'était terminée par le vote d'une structure et d'une ligne politique appelant à « promouvoir un nouveau parti des travailleurs ».
Cependant, ces résolutions sont restées quelque peu lettre morte, et lorsqu'une vague de grèves, précurseur du grand mouvement pour le pouvoir d'achat de 2008, a éclaté fin 2007, le CAP est resté inactif. C'est à ce moment que le MAS/LSP a décidé de se retirer de l'initiative, qu'il considérait désormais comme un frein à l'activité militante de ses membres.
Depuis, le CAP n'est plus que l'ombre du mouvement qu'il était à son lancement et qu'il aurait pu devenir. Il n'est plus constitué que de quelques militants.
Curieusement, c'est au moment où le CAP était au plus bas et menacé de disparition, que Roberto D'Orazio a enfin décidé de le soutenir. Cela faisait un moment que des discussions avaient été entamées avec lui, mais il avait refusé d'apparaître sur les listes CAP en 2007 en tant que figure publique, ce qui aurait considérablement augmenté les chances de réussite du parti. L'arrivée soudaine de D'Orazio a quelque peu revigoré ce qui restait du CAP.
Le CAP devait se présenter aux élections de 2009 du côté francophone sous le nom « CAP D'Orazio ».